# Ditmar Jakobs
Ditmar Jakobs (Oberhausen, 28 agosto 1953) è un ex calciatore tedesco occidentale, di ruolo difensore centrale o libero. Con la nazionale tedesca fu vicecampione del mondo nel 1986.

## Carriera

### Club
Dopo essere cresciuto nel Rot-Weiss Oberhausen, squadra della sua città, nel 1974 si trasferisce al Tennis Borussia Berlino dove rimane sino al 1977; in seguito giocherà due stagioni nel Duisburg.
Nel 1979 approda all'Amburgo, vincendo due edizioni della Bundesliga, una Coppa di Germania ed una Coppa dei Campioni.
Chiuderà la carriera a 36 anni a causa di un grave incidente nel corso della partita tra Amburgo e Werder Brema.

### Nazionale
In Nazionale della Germania occidentale totalizzò 20 apparizioni segnando una rete.
Prese parte ai Mondiali di Messico '86, dove giocò da titolare la finale persa contro l'Argentina.

## Palmarès

### Club

#### Competizioni nazionali
- Campionato tedesco: 2

Amburgo: 1981-1982, 1982-1983
- Coppa di Germania: 1

Amburgo: 1986-1987

#### Competizioni internazionali
- Coppa dei Campioni: 1

Amburgo: 1982-1983